# داني فريند
داني فريند (بالإنجليزية: Danny Friend)‏ هو لاعب كرة قاعدة أمريكي، ولد في 18 أبريل 1873 في سينسيناتي في الولايات المتحدة، وتوفي في 1 يونيو 1942 في تشيليكوث في الولايات المتحدة.